# Dowlatābād (kommunhuvudort)
Dowlatābād (persiska: دولت آباد) är en kommunhuvudort i Iran.   Den ligger i provinsen Esfahan, i den centrala delen av landet, 300 km söder om huvudstaden Teheran. Dowlatābād ligger 1 569 meter över havet och antalet invånare är 33 607.
Terrängen runt Dowlatābād är en högslätt.Runt Dowlatābād är det ganska tätbefolkat, med 144 invånare per kvadratkilometer. Närmaste större samhälle är Esfahan, 16,5 km söder om Dowlatābād. Trakten runt Dowlatābād är ofruktbar med lite eller ingen växtlighet.